# Walter Mercado
Walter Mercado Salinas (Ponce, 9 de marzo de 1932-San Juan, 2 de noviembre de 2019), también conocido como Shanti Ananda (en sánscrito ‘paz y felicidad’), fue un astrólogo, actor, bailarín, escritor y celebridad televisiva de origen puertorriqueño. La popularidad de Mercado procede, sobre todo, de su participación como astrólogo en la cadena estadounidense Univision.

## Biografía

### Inicios
Fue hijo de José María Mercado, oriundo de la ciudad puertorriqueña de San Germán y de Aída María Salinas Vidal, cuya nacionalidad era española. Asistió a la universidad donde obtuvo una especialización en pedagogía, psicología y farmacia, donde aprendió sobre la mente humana y las propiedades de plantas medicinales.

### Carrera
Aprendió canto y danza, en especial el ballet, siendo compañero de baile de la comediante Velda González. Como actor, participó en las telenovelas puertorriqueñas Un adiós en el recuerdo y Larga distancia y fundó una escuela de artes dramáticas llamada Walter Actors Studio 64.
Como celebridad televisiva debutó en un programa del productor puertorriqueño, Elín Ortiz, de la red Telemundo, luego de que el artista invitado del día no apareciese, Ortiz pidió a Mercado que por quince minutos ofreciera predicciones astrológicas con ropas extravagantes. Luego de eso, Mercado hizo predicciones regulares en el programa.
En 1970, Mercado inició su segmento de astrología en El Show de las 12 y se embarcó en el estudio de la astrología, tarot y ocultismo. Luego de eso tuvo su propio programa semanal de astrología en WKAQ-TV, de Telemundo. En la década de 1980, su espectáculo se veía en varios canales de televisión de América Latina y Estados Unidos. Adicionalmente, escribía sus predicciones en revistas y periódicos, llegando a ser escritor sindicado del Miami Herald.
Al final de la década de 1980, Mercado había escrito siete libros, siendo Más allá del horizonte el más conocido, publicado en español, inglés y portugués. Desde mediados de la década de 1990 hasta el 8 de enero de 2010, tuvo su propio programa en el canal Univision, que se transmitía en todo el continente americano.
Poco después, en octubre de 2010, cambió su nombre a Shanti Ananda debido a una revelación espiritual. Desde 2014, mantuvo una asociación comercial con Entertainment Events AZ, una compañía de desarrollo de aplicaciones móviles y mercadotecnia de Phoenix.
El rapero puertorriqueño Bad Bunny hace sampling a la famosa frase de Walter en la canción «Antes que se acabe», de su álbum del año 2020 El último tour del mundo.

### Vida personal
Mantuvo una relación «espiritual» con la bailarina y actriz brasileña Mariette Detotto, desde 2003. Detotto fue una conejita de la revista Playboy a quien conoció durante una visita a Brasil ese mismo año. En más de una oportunidad, Mercado confesó estar enamorado de ella. Al parecer, la relación amorosa nunca se consumó al admitir que era sexualmente abstemio y no cedía ante los «placeres de la carne».
A pesar de su apariencia y actitud andrógina, Mercado nunca se refirió públicamente a su orientación sexual. Alex Fumero, un productor de Los Ángeles que trabajó dos años con él en un documental biográfico, dijo que el hecho de que siempre se negara a comentar sobre su sexualidad «le permitió mantener el respeto de los conservadores, que podrían haber rechazado la idea de ver a una estrella de la televisión abiertamente gay». Para muchos fue un ícono gay por negarse a adoptar las normas de género masculino tradicionales.

### Fallecimiento
Falleció el 2 de noviembre de 2019 en un hospital de San Juan, Puerto Rico, por complicaciones renales, a la edad de 87 años.